# Saint-Jean-des-Vignes
Saint-Jean-des-Vignes là một xã thuộc tỉnh Rhône trong vùng Auvergne-Rhône-Alpes phía đông nước Pháp. Xã này nằm ở khu vực có độ cao trung bình 380 mét trên mực nước biển.